# Noel Clarke
Noel Anthony Clarke (ur. 6 grudnia 1975 w Londynie) – brytyjski aktor, scenarzysta, reżyser i autor komiksów. Zdobył uznanie za rolę Mickeya Smitha w serialu science-fiction Doktor Who (2005–2010). Wystąpił w roli Sama Peela w filmach Kidulthood (2006), Adulthood (2008) i Brotherhood (2016), do których również napisał scenariusz i wyreżyserował. Laureat Laurence Olivier Award dla najbardziej obiecującego wykonawcy (2003) i BAFTA dla wschodzącej gwiazdy (2009).

## Filmografia

### Telewizja
| Rok       | Tytuł                    | Rola                | Uwagi                              |
| --------- | ------------------------ | ------------------- | ---------------------------------- |
| 1999      | Metrosexuality           | Kwame O’Rielly      |                                    |
| 2000      | The Bill                 | Lennie Cox          | 1 odcinek                          |
| 2001      | Sędzia John Deed         | Adam                | 1 odcinek                          |
| 2001      | Budząc zmarłych          | Extra               | Niewymieniony w czołówce 1 odcinek |
| 2001      | Na sygnale               | Danny Oldfield      | 3 odcinki                          |
| 2002–2004 | Auf Wiedersehen, Pet     | Wyman Norris        | 14 odcinków                        |
| 2003      | Adventure Inc.           | Mike Reed           | 1 odcinek                          |
| 2003      | Doctors                  | Jim Baker           | 1 odcinek                          |
| 2004      | Szpital Holby City       | Shaun O’Connor      | 3 odcinki                          |
| 2004      | A Touch of Frost         | Kenny               | 1 odcinek                          |
| 2005–2010 | Doktor Who               | Mickey Smith        | 16 odcinków                        |
| 2005–2010 | Doktor Who: Ściśle tajne | On sam              | 10 odcinków                        |
| 2006      | Tardisodes               | Mickey Smith        |                                    |
| 2006      | Jane Hall                | Steve Heaney        | 2 odcinków                         |
| 2006      | Torchwood                |                     | Był scenarzystą w odcinku „Combat” |
| 2007      | Dubplate Drama           | Dyrektor schroniska |                                    |
| 2008      | West 10 LDN              | Michael             | Scenarzysta                        |
| 2012      | What If                  | Anioł               |                                    |

### Film
| Rok  | Tytuł                     | Rola                  | Uwagi                      |
| ---- | ------------------------- | --------------------- | -------------------------- |
| 1999 | Native                    | Victor                |                            |
| 1999 | Take 2                    | Jamal / Cornelius     |                            |
| 2002 | The Last Angel            | Kid                   |                            |
| 2002 | Licks                     | David                 | Reżyser i producent        |
| 2003 | I'll Sleep When I'm Dead  | Cyril                 |                            |
| 2006 | Plastic                   | Jock                  |                            |
| 2006 | Kidulthood                | Sam Peel              | Scenarzysta                |
| 2008 | Adulthood                 | Sam Peel              | Scenarzysta i reżyser      |
| 2009 | Reign of Death            | Joe Digby             |                            |
| 2009 | Heartless                 | AJ                    |                            |
| 2009 | Doghouse                  | Mikey                 |                            |
| 2010 | Sex & Drugs & Rock & Roll | Desmond / Sparky      |                            |
| 2010 | Centurion                 | Macros                |                            |
| 2010 | 4.3.2.1                   | Tee                   | Scenarzysta i współreżyser |
| 2010 | Huge                      | Clark                 |                            |
| 2011 | Race Against Time         | Narrator              |                            |
| 2011 | Screwed                   | Truman                |                            |
| 2012 | Radio 1 Movie             |                       | Producent wykonawczy       |
| 2012 | The Knot                  | Peter                 | Scenarzysta                |
| 2012 | Fast Girls                | Tommy                 | Scenarzysta                |
| 2012 | Storage 24                | Charlie               | Scenarzysta                |
| 2012 | Bliss!                    | Mark Wilson           |                            |
| 2013 | W ciemność. Star Trek     | Thomas Harewood       |                            |
| 2013 | Saving Santa              | Snowy                 |                            |
| 2014 | I Am Soldier              | Staff Sergeant Carter |                            |
| 2014 | The Anomaly               | Ryan                  | Producent i reżyser        |